# Крекінг-установка Порто-Торрес
Крекінг-установка Порто-Торрес — колишнє виробництво нафтохімічної промисловості в Італії на острові Сардинія.
З 1970-го на північному узбережжі острова діяла установка парового крекінгу (піролізу) потужністю 200 тисяч тонн на рік (у 1990-му цей показник збільшили до 240 тисяч тонн). Вона забезпечувала роботу лінії полімеризації, здатної випускати 110 тисяч тонн поліетилену, а також виробництво мономеру вінілхлориду (90 тисяч тонн на рік).
Як сировину використовували газовий бензин, що давало змогу одночасно продукувати 120 тисяч тонн пропілену. Реакцією останнього з бензолом отримували кумол, з якого потім виробляли фенол та ацетон (220 та 120 тисяч тонн на рік відповідно).
З 2008-го установку фенолу/ацетону зупинили. Наступного року припинили продукування вінілхлориду, а в 2011-му закрили установку парового крекінгу та лінію поліетилену. Втім, майданчик не припинив діяльність, а був перепрофільований на випуск етилену із біоматеріалів.